# Premier district congressionnel du Michigan
Le 1er district congressionnel du Michigan est un district qui contient entièrement les 15 comtés de la péninsule supérieure du Michigan et 20 comtés du nord du Michigan dans la péninsule inférieure. Le district est actuellement représenté par le Républicain Jack Bergman.

## Caractéristiques
Le district est le deuxième plus grand district congressionnel à l'est du fleuve Mississippi en termes de superficie, juste derrière le 2e district du Maine. Ses limites contiennent toute la péninsule supérieure du Michigan et une grande partie de la partie nord de la péninsule inférieure. Au total, le district représente environ 44 % de la superficie de l'État du Michigan, mais ne contient que 7 % de la population du Michigan. Il contient le deuxième plus long littoral de tous les districts des États-Unis, derrière le district at-large de l'Alaska.

## Géographie
| #   | Comté          | Siège                | Population |
| --- | -------------- | -------------------- | ---------- |
| 1   | Alcona         | Harrisville          | 10 489     |
| 3   | Alger          | Munising             | 8757       |
| 7   | Alpena         | Alpena               | 29 904     |
| 9   | Antrim         | Bellaire             | 24 409     |
| 11  | Arenac         | Standish             | 15 145     |
| 13  | Baraga         | L'Anse               | 8310       |
| 19  | Benzie         | Beulah               | 18 441     |
| 29  | Charlevoix     | Charlevoix           | 26 159     |
| 31  | Cheboygan      | Cheboygan            | 26 048     |
| 33  | Chippewa       | Sault Ste. Marie     | 36 264     |
| 39  | Crawford       | Grayling             | 13 538     |
| 41  | Delta          | Escanaba             | 36 790     |
| 43  | Dickinson      | Iron Mountain        | 25 982     |
| 47  | Emmet          | Petoskey             | 34 123     |
| 53  | Gogebic        | Bessemer             | 14 224     |
| 55  | Grand Traverse | Traverse City        | 96 421     |
| 61  | Houghton       | Houghton             | 37 599     |
| 69  | Iosco          | Tawas City           | 25 373     |
| 71  | Iron           | Crystal Falls        | 11 740     |
| 79  | Kalkaska       | Kalkaska             | 18 490     |
| 83  | Keweenaw       | Eagle River          | 2172       |
| 89  | Leelanau       | Suttons Bay Township | 23 019     |
| 95  | Luce           | Newberry             | 6435       |
| 97  | Mackinac       | St. Ignace           | 10 851     |
| 103 | Marquette      | Marquette            | 66 999     |
| 109 | Menominee      | Menominee            | 22 945     |
| 113 | Missaukee      | Lake City            | 15 311     |
| 119 | Montmorency    | Atlanta              | 9678       |
| 129 | Ogemaw         | West Branch          | 20 990     |
| 131 | Ontonagon      | Ontonagon            | 5906       |
| 135 | Oscoda         | Mio                  | 8545       |
| 137 | Otsego         | Gaylord              | 25 747     |
| 141 | Presque Isle   | Rogers City          | 13 285     |
| 143 | Roscommon      | Roscommon            | 23 863     |
| 153 | Schoolcraft    | Manistique           | 8149       |
| 165 | Wexford        | Cadillac             | 34 122     |

### Villes, townships et CDP de 10 000 habitants ou plus
- Marquette - 20 629
- Garfield Township - 20 302
- Traverse City - 15 707
- Sault Ste. Marie - 13 337
- Escanaba - 12 450
- East Bay Township - 11 694
- Alpena - 10 197
- Long Lake Township - 10 029

### Villes de 2 500 à 10 000 personnes
- Blair Township - 9 173
- Alpena Township - 9 116
- Menominee - 8 488
- Houghton - 8 386
- Iron Mountain - 7 518
- Oscoda Township - 6 778
- Green Lake Township - 6 763
- Bear Creek Township - 6 542
- Calumet Charter Township - 6 263
- Forsyth Township - 6 194
  - K.I. Sawyer - 3 064
- Ishpeming - 6 140
- Kinross Charter Township - 6 139
  - Kincheloe - 2 587
- Peninsula Township - 6 107
- Chocolay Charter Township - 5,899
  - Harvey - 3 244
- Petoskey - 5,877
- Bagley Township - 5 867
- Breitung Charter Township - 5 831
- Grayling Charter Township - 5 642
- Denton Township - 5 293
  - Houghton Lake (partie) - 5 294
- Gladstone - 5 257
- Kingsford - 5 139
- Ironwood - 5,045
- Paradise Township - 5,035
- Elmwood Township - 4 892
- Wells Township (comté de Delta) - 4 876
- Cheboygan - 4 770
- Negaunee - 4 627
- Hancock - 4 501
- Acme Township - 4 456
- Roscommon Township - 4 397
  - Houghton Lake (partie) - 5 294
- Mancelona Township - 4 311
- Gaylord - 4 286
- Marquette Township (comté de Marquette) - 4 110
- Mills Township - 3 973
  - Lac Skidway - 3 082
- Almira Township - 3 873
- Boyne City - 3 816
- Anse Township- 3 551
- Richfield Township - 3,545
  - Helen - 2 735
- Escanaba Township - 3 496
- Baraga Township - 3 478
- Ishpeming Township - 3 392
  - West Ishpeming (partie) - 2 552
- Menominee Township - 3 364
- Plainfield Township - 3 350
- Negaunee Township - 3 232
- Littlefield Township - 3 200
- Portage Charter Township - 3,189
- Benton Township - 3 133
- Tuscarora Township - 3 080
- Base aérienne K.I. Sawyer - 3 064
- Iron River - 3 007
- Soo Township - 2 966
- Kalkaska Township - 2895

- Suttons Bay Township - 2 883
- Munising Township - 2 865
- Otsego Lake Township - 2 857
- Rogers City - 2 850
- Norway - 2 840
- Resort Township - 2,835
- Manistique - 2 828
- Lake Township (comté de Missuakee) - 2 827
- Gerrish Township - 2 796
- Pickford  Township - 2 791
- Hayes Township (comté d'Otsego) - 2 725
- Whitewater Township - 2 688
- East Tawas - 2 663
- Little Traverse Township - 2 657
- Livingston Township - 2 652
- Big Creek Township - 2 604
- Bingham Township - 2 577
- West Branch Township (comté d'Ogemaw) - 2 567
- Adams Township (comté de Houghton) - 2 540
- Elk Rapids Township- 2 521

## Histoire
Avant 1992, le 1er district congressionnel était un district basé à Detroit. De l'élection du Républicain John B. Sosnowski de 1925 à 1964, l'ancien 1er  n'était représenté que par un seul politicien non polono-américain, Robert H. Clancy. Avec Sosnowski, six Polonais-Américains ont été les Représentants du 1er district élus sept fois, depuis 1925. Les autres districts polonais forts du Michigan étaient le 15e district (où la moitié des élus étaient polono-américains) et le 16e district dissous (où les trois élus étaient d'origine polonaise). En 1964, le 1er district a été dessiné comme un nouveau district à majorité afro-américaine reflétant l'évolution démographique de Detroit, tandis qu'une partie suffisante de l'ancien 1er district a été déplacée vers le 14e district afin que le 14e district ait conservé l'ancien Représentant du 1er John Conyers a été élu au congrès du 1er district, poste qu'il occupera jusqu'à ce que le 1er soit renvoyé de Detroit.
Après 1992, le 1er district couvrait des terres dans l'UP et le nord du Michigan. La majeure partie de ce territoire était connue sous le nom de 11e district de 1892 à 1992. Le 1er de 1992 à 2002 était similaire au district actuel, sauf qu'il ne s'étendait pas aussi loin au sud le long du Lac Michigan, alors qu'il englobait Traverse City et certaines zones environnantes du côté ouest de l'État.

## Historique de vote
Ce tableau indique comment le district a voté aux élections présidentielles américaines ; les résultats des élections reflètent le vote dans la circonscription telle qu'elle était configurée au moment de l'élection, et non telle qu'elle est configurée aujourd'hui.
| Année | Poste     | Résultats               |
| ----- | --------- | ----------------------- |
| 1992  | Président | Clinton 41,0 % – 35,0 % |
| 1996  | Président | Clinton 47,0 % – 40,0 % |
| 2000  | Président | Bush 52,0 % – 45,0 %    |
| 2004  | Président | Bush 53,0 % – 46,0 %    |
| 2008  | Président | Obama 50,0 % – 48,0 %   |
| 2012  | Président | Romney 54,0 % – 45,0 %  |
| 2016  | Président | Trump 58,0 % – 37,0 %   |
| 2020  | Président | Trump 58,0 % – 40,0 %   |

Ce tableau indique comment le district a voté lors des récentes élections à l'échelle de l'État ; les résultats des élections reflètent le vote dans la circonscription telle qu'elle est actuellement configurée, pas nécessairement telle qu'elle était à l'époque.
| Année | Poste             | Résultats                |
| ----- | ----------------- | ------------------------ |
| 2016  | Président         | Trump 58,9 % – 35,6 %    |
| 2018  | Sénat             | James 55,2 % – 42,6 %    |
| 2018  | Gouverneur        | Schuette 53,9 % – 43,1 % |
| 2018  | Procureur Général | Leonard 56,5 % – 38,5 %  |
| 2020  | Président         | Trump 59,1 % – 39,3 %    |
| 2020  | Sénat             | James 59,0 % – 39,6 %    |

## Liste des Représentants du district
| Membre                          | Parti                 | Années                              | Congrès     | Histoire électorale | Zone géographique |
| ------------------------------- | --------------------- | ----------------------------------- | ----------- | --- | ----------------- |
| District établit le 4 mars 1843 |                       |                                     |             | |                   |
| Robert McClelland               | Démocrate             | 4 mars 1843 - 3 mars 1849           | 28e - 30e   | Élu en 1843. Réélu en 1844. Réélu en 1846. Retrait. | 1843–1853         |
| Alexander W. Buel (en)          | Démocrate             | 4 mars 1849 - 3 mars 1851           | 31e         | Élu en 1848. Perd sa réélection. | 1843–1853         |
| Ebenezer J. Penninman (en)      | Whig                  | 4 mars 1851 - 3 mars 1853           | 32e         | Élu en 1850. Retrait. | 1843–1853         |
| David Stuart                    | Démocrate             | 4 mars 1853 - 3 mars 1855           | 33e         | Élu en 1852. Perd sa réélection. | 1853–1863         |
| William A. Howard (en)          | Opposition Party (en) | 4 mars 1855 - 3 mars 1857           | 34e         | Élu en 1854. Réélu en 1856. Perd sa réélection. | 1853–1863         |
| William A. Howard (en)          | Républicain           | 4 mars 1857 - 3 mars 1859           | 35e         | Élu en 1854. Réélu en 1856. Perd sa réélection. | 1853–1863         |
| George B. Coooper (en)          | Démocrate             | 4 mars 1859 - 15 mai 1860           | 36e         | Élu en 1858. Perd la contestation de son élection. | 1853–1863         |
| William A. Howard (en)          | Républicain           | 15 mai 1860 - 3 mars 1860           | 36e         | Remporte la contestation de son élection. Retrait. | 1853–1863         |
| Bradley F. Granger (en)         | Républicain           | 4 mars 1861 - 3 mars 1863           | 37e         | Élu en 1860. Redécoupage vers le 3e district et perd sa réélection en tant que Démocrate. | 1853–1863         |
| Fernando C. Beaman (en)         | Républicain           | 4 mars 1863 - 3 mars 1871           | 38e - 41e   | Redécoupage depuis le 2e district et réélu en 1862. Réélu en 1864. Réélu en 1866. Réélu en 1868. Retrait. | 1863–1873         |
| Henry Waldron (en)              | Républicain           | 4 mars 1871 - 3 mars 1873           | 42e         | Élu en 1870. Redécoupage vers le 2e district. | 1863–1873         |
| Moses W. Field (en)             | Républicain           | 4 mars 1873 - 3 mars 1875           | 43e         | Élu en 1872. Perd sa réélection. | 1873–1883         |
| Alpheus S. Williams             | Démocrate             | 4 mars 1875 - 21 décembre 1878      | 44e , 45e   | Élu en 1874. Réélu en 1876. Perd sa réélection mais décède avant le début du prochain mandat. | 1873–1883         |
| Vacant                          | Vacant                | 21 décembre 1878 - 3 mars 1879      | 45e         | | 1873–1883         |
| John S. Newberry (en)           | Républicain           | 4 mars 1879 - 3 mars 1881           | 46e         | Élu en 1878. Retrait. | 1873–1883         |
| Henry W. Lord (en)              | Républicain           | 4 mars 1881 - 3 mars 1883           | 47e         | Élu en 1880. Perd sa réélection. | 1873–1883         |
| William C. Maybury (en)         | Démocrate             | 4 mars 1883 - 3 mars 1887           | 48e , 49e   | Élu en 1882. Réélu en 1884. Retrait. | 1883–1893         |
| John L. Chipman (en)            | Démocrate             | 4 mars 1887 - 17 août 1893          | 50e - 53e   | Élu en 1886. Réélu en 1888. Réélu en 1890. Réélu en 1892. Décès. | 1883–1893         |
| John L. Chipman (en)            | Démocrate             | 4 mars 1887 - 17 août 1893          | 50e - 53e   | Élu en 1886. Réélu en 1888. Réélu en 1890. Réélu en 1892. Décès. | 1893–1903         |
| Vacant                          | Vacant                | 17 août 1893 - 7 novembre 1893      | 53e         | |                   |
| Levi T. Griffin (en)            | Démocrate             | 4 décembre 1893 - 3 mars 1895       | 53e         | Élu pour terminer le mandat de Chipman. Perd sa réélection. |                   |
| John B. Corliss (en)            | Républicain           | 4 mars 1895 - 3 mars 1903           | 54e - 57e   | Élu en 1894. Réélu en 1896. Réélu en 1898. Réélu en 1900. Perd sa réélection. |                   |
| Alfred Lucking (en)             | Démocrate             | 4 mars 1903 - 3 mars 1905           | 58e         | Élu en 1902. Perd sa réélection. | 1903–1913         |
| Edwin C. Denby                  | Républicain           | 4 mars 1905 - 3 mars 1911           | 59e - 61e   | Élu en 1904. Réélu en 1906. Réélu en 1908. Perd sa réélection. | 1903–1913         |
| Frank E. Doremus (en)           | Démocrate             | 4 mars 1911 - 3 mars 1921           | 62e - 66e   | Élu en 1910. Réélu en 1912. Réélu en 1914. Réélu en 1916. Réélu en 1918. Retrait. | 1903–1913         |
| Frank E. Doremus (en)           | Démocrate             | 4 mars 1911 - 3 mars 1921           | 62e - 66e   | Élu en 1910. Réélu en 1912. Réélu en 1914. Réélu en 1916. Réélu en 1918. Retrait. | 1913–1933         |
| George P. Codd (en)             | Républicain           | 4 mars 1921 - 3 mars 1923           | 67e         | Élu en 1920. Retrait. |                   |
| Robert H. Clancy (en)           | Démocrate             | 4 mars 1923 - 3 mars 1925           | 68e         | Élu en 1922. Perd sa réélection. |                   |
| John B. Sosnowski (en)          | Républicain           | 4 mars 1925 - 3 mars 1927           | 69e         | Élu en 1924. Perd sa renomination. |                   |
| Robert H. Clancy (en)           | Républicain           | 4 mars 1927 - 3 mars 1933           | 70e - 72e   | Élu en 1926. Réélu en 1928. Réélu en 1930. Redécoupage vers le 14e district et perd sa réélection. |                   |
| George G. Sadowski (en)         | Démocrate             | 4 mars 1933 - 3 janvier 1939        | 73e - 75e   | Élu en 1932. Réélu en 1934. Réélu en 1936. Perd sa renomination. | 1933–1943         |
| Rudolph G. Tenerowicz (en)      | Démocrate             | 3 janvier 1939 - 3 janvier 1943     | 76e , 77e   | Élu en 1938. Réélu en 1940. Perd sa renomination. | 1933–1943         |
| George S. Sadowski (en)         | Démocrate             | 3 janvier 1943 - 3 janvier 1951     | 78e - 81e   | Élu en 1942. Réélu en 1944. Réélu en 1946. Réélu en 1948. Perd sa renomination. | 1943–1953         |
| Thaddeus M/ Machrowicz (en)     | Démocrate             | 3 janvier 1951 - 18 septembre 1961  | 82e - 87e   | Élu en 1950. Réélu en 1952. Réélu en 1954. Réélu en 1956. Réélu en 1958. Réélu en 1960. Démissionne pour devenir Juge de District des États-Unis.                                                                                                 | 1943–1953         |
| Thaddeus M/ Machrowicz (en)     | Démocrate             | 3 janvier 1951 - 18 septembre 1961  | 82e - 87e   | Élu en 1950. Réélu en 1952. Réélu en 1954. Réélu en 1956. Réélu en 1958. Réélu en 1960. Démissionne pour devenir Juge de District des États-Unis.                                                                                                 | 1953–1963         |
| Vacant                          | Vacant                | 18 septembre 1961 - 7 novembre 1961 | 87e         | |                   |
| Lucien N. Nedzi (en)            | Démocrate             | 7 novembre 1961 - 3 janvier 1965    | 87e , 88e   | Élu pour terminer le mandat de Machrowicz. Réélu en 1962. Redécoupage vers le 14e district. |                   |
| Lucien N. Nedzi (en)            | Démocrate             | 7 novembre 1961 - 3 janvier 1965    | 87e , 88e   | Élu pour terminer le mandat de Machrowicz. Réélu en 1962. Redécoupage vers le 14e district. | 1963–1973         |
| John Conyers                    | Démocrate             | 3 janvier 1965 - 3 janvier 1993     | 89e - 102e  | Élu en 1964. Réélu en 1966. Réélu en 1968. Réélu en 1970. Réélu en 1972. Réélu en 1974. Réélu en 1976. Réélu en 1978. Réélu en 1980. Réélu en 1982. Réélu en 1984. Réélu en 1986. Réélu en 1988. Réélu en 1990. Redécoupage vers le 14e district. |                   |
| John Conyers                    | Démocrate             | 3 janvier 1965 - 3 janvier 1993     | 89e - 102e  | Élu en 1964. Réélu en 1966. Réélu en 1968. Réélu en 1970. Réélu en 1972. Réélu en 1974. Réélu en 1976. Réélu en 1978. Réélu en 1980. Réélu en 1982. Réélu en 1984. Réélu en 1986. Réélu en 1988. Réélu en 1990. Redécoupage vers le 14e district. | 1973–1983         |
| John Conyers                    | Démocrate             | 3 janvier 1965 - 3 janvier 1993     | 89e - 102e  | Élu en 1964. Réélu en 1966. Réélu en 1968. Réélu en 1970. Réélu en 1972. Réélu en 1974. Réélu en 1976. Réélu en 1978. Réélu en 1980. Réélu en 1982. Réélu en 1984. Réélu en 1986. Réélu en 1988. Réélu en 1990. Redécoupage vers le 14e district. | 1983–1993         |
| Bart Stupak (en)                | Démocrate             | 3 janvier 1993 - 3 janvier 2011     | 103e - 111e | Élu en 1992. Réélu en 1994. Réélu en 1996. Réélu en 1998. Réélu en 2000. Réélu en 2002. Réélu en 2004. Réélu en 2006. Réélu en 2008. Retrait. | 1993–2003         |
| Bart Stupak (en)                | Démocrate             | 3 janvier 1993 - 3 janvier 2011     | 103e - 111e | Élu en 1992. Réélu en 1994. Réélu en 1996. Réélu en 1998. Réélu en 2000. Réélu en 2002. Réélu en 2004. Réélu en 2006. Réélu en 2008. Retrait. | 2003–2013         |
| Dan Benishek                    | Républicain           | 3 janvier 2011 - 3 janvier 2017     | 112e - 114e | Élu en 2010. Réélu en 2012. Réélu en 2014. Retrait. |                   |
| Dan Benishek                    | Républicain           | 3 janvier 2011 - 3 janvier 2017     | 112e - 114e | Élu en 2010. Réélu en 2012. Réélu en 2014. Retrait. | 2013–2023         |
| Jack Bergman                    | Républicain           | 3 janvier 2017 - Présent            | 115e - 118e | Élu en 2016. Réélu en 2018. Réélu en 2020. Réélu en 2022. |                   |
| Jack Bergman                    | Républicain           | 3 janvier 2017 - Présent            | 115e - 118e | Élu en 2016. Réélu en 2018. Réélu en 2020. Réélu en 2022. | 2023–Présent      |

## Résultats des récentes élections
Voici les résultats des dix précédents cycles électoraux dans le district

### 2004
| Élection de 2004 du 1er district congressionnel du Michigan | Élection de 2004 du 1er district congressionnel du Michigan | Élection de 2004 du 1er district congressionnel du Michigan | Élection de 2004 du 1er district congressionnel du Michigan | Élection de 2004 du 1er district congressionnel du Michigan |
| ----------------------------------------------------------- | ----------------------------------------------------------- | ----------------------------------------------------------- | ----------------------------------------------------------- | ----------------------------------------------------------- |
| Parti                                                       | Parti                                                       | Candidat                                                    | Votes                                                       | %                                                           |
|                                                             | Démocrate                                                   | Bart Stupak (en) (sortant)                                  | 211 571                                                     | 65,57                                                       |
|                                                             | Républicain                                                 | Don Hooper                                                  | 105 706                                                     | 32,76                                                       |
|                                                             | Vert                                                        | David J. Newland                                            | 3 105                                                       | 0,96                                                        |
|                                                             | Libertarien                                                 | John W. Loosemore                                           | 2 292                                                       | 0,71                                                        |
| Total des votes                                             | Total des votes                                             | Total des votes                                             | 322 674                                                     | 100 %                                                       |
|                                                             | Les Démocrates conservent                                   |                                                             |                                                             |                                                             |

### 2006
| Élection de 2006 du 1er district congressionnel du Michigan | Élection de 2006 du 1er district congressionnel du Michigan | Élection de 2006 du 1er district congressionnel du Michigan | Élection de 2006 du 1er district congressionnel du Michigan | Élection de 2006 du 1er district congressionnel du Michigan |
| ----------------------------------------------------------- | ----------------------------------------------------------- | ----------------------------------------------------------- | ----------------------------------------------------------- | ----------------------------------------------------------- |
| Parti                                                       | Parti                                                       | Candidat                                                    | Votes                                                       | %                                                           |
|                                                             | Démocrate                                                   | Bart Stupak (en) (sortant)                                  | 180 448                                                     | 69,42                                                       |
|                                                             | Républicain                                                 | Don Hooper                                                  | 72 753                                                      | 27,99                                                       |
|                                                             | US Taxpayers                                                | Joshua J. Warren                                            | 2 278                                                       | 0,88                                                        |
|                                                             | Vert                                                        | David J. Newland                                            | 2 252                                                       | 0,87                                                        |
|                                                             | Libertarien                                                 | Ken Proctor                                                 | 2 196                                                       | 0,84                                                        |
| Total des votes                                             | Total des votes                                             | Total des votes                                             | 259 927                                                     | 100 %                                                       |
|                                                             | Les Démocrates conservent                                   |                                                             |                                                             |                                                             |

### 2008
| Élection de 2008 du 1er district congressionnel du Michigan | Élection de 2008 du 1er district congressionnel du Michigan | Élection de 2008 du 1er district congressionnel du Michigan | Élection de 2008 du 1er district congressionnel du Michigan | Élection de 2008 du 1er district congressionnel du Michigan |
| ----------------------------------------------------------- | ----------------------------------------------------------- | ----------------------------------------------------------- | ----------------------------------------------------------- | ----------------------------------------------------------- |
| Parti                                                       | Parti                                                       | Candidat                                                    | Votes                                                       | %                                                           |
|                                                             | Démocrate                                                   | Bart Stupak (en) (sortant)                                  | 213 216                                                     | 65,04                                                       |
|                                                             | Républicain                                                 | Tom Casperson                                               | 107 340                                                     | 32,74                                                       |
|                                                             | Vert                                                        | Jean Treacy                                                 | 2 669                                                       | 0,81                                                        |
|                                                             | Libertarien                                                 | Daniel W. Grow                                              | 2 533                                                       | 0,77                                                        |
|                                                             | US Taxpayers                                                | Joshua D. Warren                                            | 2 070                                                       | 0,63                                                        |
|                                                             | Write-In                                                    | Don Hooper                                                  | 8                                                           | 0,00                                                        |
| Total des votes                                             | Total des votes                                             | Total des votes                                             | 327 836                                                     | 100 %                                                       |
|                                                             | Les Démocrates conservent                                   |                                                             |                                                             |                                                             |

### 2010
| Élection de 2010 du 1er district congressionnel du Michigan | Élection de 2010 du 1er district congressionnel du Michigan | Élection de 2010 du 1er district congressionnel du Michigan | Élection de 2010 du 1er district congressionnel du Michigan | Élection de 2010 du 1er district congressionnel du Michigan |
| ----------------------------------------------------------- | ----------------------------------------------------------- | ----------------------------------------------------------- | ----------------------------------------------------------- | ----------------------------------------------------------- |
| Parti                                                       | Parti                                                       | Candidat                                                    | Votes                                                       | %                                                           |
|                                                             | Républicain                                                 | Dan Benishek                                                | 120 523                                                     | 51,94                                                       |
|                                                             | Démocrate                                                   | Gary McDowell                                               | 94 824                                                      | 40,87                                                       |
|                                                             | Libertarien                                                 | Glenn A. Wilson                                             | 7 847                                                       | 3,38                                                        |
|                                                             | US Taxpayers                                                | Patrick Lambert                                             | 4 200                                                       | 1,81                                                        |
|                                                             | Libertarien                                                 | Keith Shelton                                               | 2 571                                                       | 1,11                                                        |
|                                                             | Vert                                                        | Ellis Boal                                                  | 2 072                                                       | 0,89                                                        |
| Total des votes                                             | Total des votes                                             | Total des votes                                             | 232 037                                                     | 100 %                                                       |
|                                                             | Les Républicains prennent aux Démocrates                    |                                                             |                                                             |                                                             |

### 2012
| Élection de 2012 du 1er district congressionnel du Michigan | Élection de 2012 du 1er district congressionnel du Michigan | Élection de 2012 du 1er district congressionnel du Michigan | Élection de 2012 du 1er district congressionnel du Michigan | Élection de 2012 du 1er district congressionnel du Michigan |
| ----------------------------------------------------------- | ----------------------------------------------------------- | ----------------------------------------------------------- | ----------------------------------------------------------- | ----------------------------------------------------------- |
| Parti                                                       | Parti                                                       | Candidat                                                    | Votes                                                       | %                                                           |
|                                                             | Républicain                                                 | Dan Benishek (sortant)                                      | 167 060                                                     | 48,1                                                        |
|                                                             | Démocrate                                                   | Gary McDowell                                               | 165 179                                                     | 47,6                                                        |
|                                                             | Libertarien                                                 | Emily Salvette                                              | 10 630                                                      | 3,1                                                         |
|                                                             | Vert                                                        | Ellis Boal                                                  | 4 168                                                       | 1,2                                                         |
| Total des votes                                             | Total des votes                                             | Total des votes                                             | 347 037                                                     | 100 %                                                       |
|                                                             | Les Républicains conservent                                 |                                                             |                                                             |                                                             |

### 2014
| Élection de 2014 du 1er district congressionnel du Michigan | Élection de 2014 du 1er district congressionnel du Michigan | Élection de 2014 du 1er district congressionnel du Michigan | Élection de 2014 du 1er district congressionnel du Michigan | Élection de 2014 du 1er district congressionnel du Michigan |
| ----------------------------------------------------------- | ----------------------------------------------------------- | ----------------------------------------------------------- | ----------------------------------------------------------- | ----------------------------------------------------------- |
| Parti                                                       | Parti                                                       | Candidat                                                    | Votes                                                       | %                                                           |
|                                                             | Républicain                                                 | Dan Benishek (sortant)                                      | 130 414                                                     | 52,1                                                        |
|                                                             | Démocrate                                                   | Jerry Cannon                                                | 113 263                                                     | 45,3                                                        |
|                                                             | Libertarien                                                 | Loel Gnadt                                                  | 3 823                                                       | 1,5                                                         |
|                                                             | Vert                                                        | Ellis Boal                                                  | 2 631                                                       | 1,1                                                         |
| Total des votes                                             | Total des votes                                             | Total des votes                                             | 250 131                                                     | 100 %                                                       |
|                                                             | Les Républicains conservent                                 |                                                             |                                                             |                                                             |

### 2016
| Élection de 2016 du 1er district congressionnel du Michigan | Élection de 2016 du 1er district congressionnel du Michigan | Élection de 2016 du 1er district congressionnel du Michigan | Élection de 2016 du 1er district congressionnel du Michigan | Élection de 2016 du 1er district congressionnel du Michigan |
| ----------------------------------------------------------- | ----------------------------------------------------------- | ----------------------------------------------------------- | ----------------------------------------------------------- | ----------------------------------------------------------- |
| Parti                                                       | Parti                                                       | Candidat                                                    | Votes                                                       | %                                                           |
|                                                             | Républicain                                                 | Jack Bergman (sortant)                                      | 197 777                                                     | 54,9                                                        |
|                                                             | Démocrate                                                   | Lon Johnson                                                 | 144 334                                                     | 40,1                                                        |
|                                                             | Libertarien                                                 | Diane Bostow                                                | 13 386                                                      | 3,7                                                         |
|                                                             | Vert                                                        | Ellis Boal                                                  | 4 774                                                       | 1,3                                                         |
| Total des votes                                             | Total des votes                                             | Total des votes                                             | 360 271                                                     | 100 %                                                       |
|                                                             | Les Républicains conservent                                 |                                                             |                                                             |                                                             |

### 2018
| Élection de 2018 du 1er district congressionnel du Michigan | Élection de 2018 du 1er district congressionnel du Michigan | Élection de 2018 du 1er district congressionnel du Michigan | Élection de 2018 du 1er district congressionnel du Michigan | Élection de 2018 du 1er district congressionnel du Michigan |
| ----------------------------------------------------------- | ----------------------------------------------------------- | ----------------------------------------------------------- | ----------------------------------------------------------- | ----------------------------------------------------------- |
| Parti                                                       | Parti                                                       | Candidat                                                    | Votes                                                       | %                                                           |
|                                                             | Républicain                                                 | Jack Bergman (sortant)                                      | 187 251                                                     | 56,3                                                        |
|                                                             | Démocrate                                                   | Matt Morgan                                                 | 145 246                                                     | 43,7                                                        |
| Total des votes                                             | Total des votes                                             | Total des votes                                             | 332 497                                                     | 100 %                                                       |
|                                                             | Les Républicains conservent                                 |                                                             |                                                             |                                                             |

### 2020
| Élection de 2020 du 1er district congressionnel du Michigan | Élection de 2020 du 1er district congressionnel du Michigan | Élection de 2020 du 1er district congressionnel du Michigan | Élection de 2020 du 1er district congressionnel du Michigan | Élection de 2020 du 1er district congressionnel du Michigan |
| ----------------------------------------------------------- | ----------------------------------------------------------- | ----------------------------------------------------------- | ----------------------------------------------------------- | ----------------------------------------------------------- |
| Parti                                                       | Parti                                                       | Candidat                                                    | Votes                                                       | %                                                           |
|                                                             | Républicain                                                 | Jack Bergman (sortant)                                      | 256 581                                                     | 61,7                                                        |
|                                                             | Démocrate                                                   | Dana Ferguson                                               | 153 328                                                     | 36,8                                                        |
|                                                             | Libertarien                                                 | Bon Boren                                                   | 6 310                                                       | 1,5                                                         |
| Total des votes                                             | Total des votes                                             | Total des votes                                             | 416 219                                                     | 100 %                                                       |
|                                                             | Les Républicains conservent                                 |                                                             |                                                             |                                                             |

### 2022
| Primaire Républicaine de 2022 du 1er district congressionnel du Michigan | Primaire Républicaine de 2022 du 1er district congressionnel du Michigan | Primaire Républicaine de 2022 du 1er district congressionnel du Michigan | Primaire Républicaine de 2022 du 1er district congressionnel du Michigan | Primaire Républicaine de 2022 du 1er district congressionnel du Michigan |
| ------------------------------------------------------------------------ | ------------------------------------------------------------------------ | ------------------------------------------------------------------------ | ------------------------------------------------------------------------ | ------------------------------------------------------------------------ |
| Parti                                                                    | Parti                                                                    | Candidat                                                                 | Votes                                                                    | %                                                                        |
|                                                                          | Républicain                                                              | Jack Bergman (sortant)                                                   | 111 911                                                                  | 100 %                                                                    |

| Primaire Démocrate de 2022 du 1er district congressionnel du Michigan | Primaire Démocrate de 2022 du 1er district congressionnel du Michigan | Primaire Démocrate de 2022 du 1er district congressionnel du Michigan | Primaire Démocrate de 2022 du 1er district congressionnel du Michigan | Primaire Démocrate de 2022 du 1er district congressionnel du Michigan |
| --------------------------------------------------------------------- | --------------------------------------------------------------------- | --------------------------------------------------------------------- | --------------------------------------------------------------------- | --------------------------------------------------------------------- |
| Parti                                                                 | Parti                                                                 | Candidat                                                              | Votes                                                                 | %                                                                     |
|                                                                       | Démocrate                                                             | Bob Lorinser                                                          | 67 251                                                                | 100 %                                                                 |

| Élection de 2022 du 1er district congressionnel du Michigan | Élection de 2022 du 1er district congressionnel du Michigan | Élection de 2022 du 1er district congressionnel du Michigan | Élection de 2022 du 1er district congressionnel du Michigan | Élection de 2022 du 1er district congressionnel du Michigan |
| ----------------------------------------------------------- | ----------------------------------------------------------- | ----------------------------------------------------------- | ----------------------------------------------------------- | ----------------------------------------------------------- |
| Parti                                                       | Parti                                                       | Candidat                                                    | Votes                                                       | %                                                           |
|                                                             | Républicain                                                 | Jack Bergman (sortant)                                      | 233 094                                                     | 60,0                                                        |
|                                                             | Démocrate                                                   | Bob Lorinser                                                | 145 403                                                     | 37,4                                                        |
|                                                             | Working Class (en)                                          | Liz Hakola                                                  | 5 510                                                       | 1,4                                                         |
|                                                             | Libertarien                                                 | Andrew Gale                                                 | 4 592                                                       | 1,2                                                         |
| Total des votes                                             | Total des votes                                             | Total des votes                                             | 388 599                                                     | 100 %                                                       |
|                                                             | Les Républicains conservent                                 |                                                             |                                                             |                                                             |

### 2024
| Primaire Républicaine de 2024 du 1er district congressionnel du Michigan | Primaire Républicaine de 2024 du 1er district congressionnel du Michigan | Primaire Républicaine de 2024 du 1er district congressionnel du Michigan | Primaire Républicaine de 2024 du 1er district congressionnel du Michigan | Primaire Républicaine de 2024 du 1er district congressionnel du Michigan |
| ------------------------------------------------------------------------ | ------------------------------------------------------------------------ | ------------------------------------------------------------------------ | ------------------------------------------------------------------------ | ------------------------------------------------------------------------ |
| Parti                                                                    | Parti                                                                    | Candidat                                                                 | Votes                                                                    | %                                                                        |
|                                                                          | Républicain                                                              | Jack Bergman (sortant)                                                   | 92 498                                                                   | 79,3                                                                     |
|                                                                          | Républicain                                                              | Joshua Saul                                                              | 24 155                                                                   | 20,7                                                                     |

| Primaire Démocrate de 2024 du 1er district congressionnel du Michigan | Primaire Démocrate de 2024 du 1er district congressionnel du Michigan | Primaire Démocrate de 2024 du 1er district congressionnel du Michigan | Primaire Démocrate de 2024 du 1er district congressionnel du Michigan | Primaire Démocrate de 2024 du 1er district congressionnel du Michigan |
| --------------------------------------------------------------------- | --------------------------------------------------------------------- | --------------------------------------------------------------------- | --------------------------------------------------------------------- | --------------------------------------------------------------------- |
| Parti                                                                 | Parti                                                                 | Candidat                                                              | Votes                                                                 | %                                                                     |
|                                                                       | Démocrate                                                             | Callie Barr                                                           | 40 787                                                                | 58,5                                                                  |
|                                                                       | Démocrate                                                             | Bob Lorinser                                                          | 28 936                                                                | 41,5                                                                  |

| Élection de 2024 du 1er district congressionnel du Michigan | Élection de 2024 du 1er district congressionnel du Michigan | Élection de 2024 du 1er district congressionnel du Michigan | Élection de 2024 du 1er district congressionnel du Michigan | Élection de 2024 du 1er district congressionnel du Michigan |
| ----------------------------------------------------------- | ----------------------------------------------------------- | ----------------------------------------------------------- | ----------------------------------------------------------- | ----------------------------------------------------------- |
| Parti                                                       | Parti                                                       | Candidat                                                    | Votes                                                       | %                                                           |
|                                                             | Républicain                                                 | Jack Bergman (sortant)                                      | 282 264                                                     | 59,2                                                        |
|                                                             | Démocrate                                                   | Callie Barr                                                 | 180 937                                                     | 37,9                                                        |
|                                                             | Working Class (en)                                          | Liz Hakola                                                  | 8497                                                        | 1,8                                                         |
|                                                             | Libertarien                                                 | Andrew Gale                                                 | 5486                                                        | 1,1                                                         |
| Total des votes                                             | Total des votes                                             | Total des votes                                             | 477 184                                                     | 100 %                                                       |
|                                                             | Les Républicains conservent                                 |                                                             |                                                             |                                                             |